# Emma Leroux de Lincy
Emma Leroux de Lincy, née Destailleur, est une artiste peintre française née à Paris le 26 février 1807 et morte dans la même ville le 2 avril 1879. Élève de Louis et Louise Hersent, elle expose au Salon de 1839 à 1853.

## Biographie
Issue de la famille Destailleur, dont plusieurs membres se sont illustrés dans les domaines de l'architecture et de l'art, Emma-Gabrielle-Marie Destailleur est née à Paris le 26 février 1807. Aînée d'une fratrie de cinq enfants, elle est la fille de l'architecte François-Hippolyte Destailleur (1787-1852) et de son épouse d'origine irlandaise, Éléonore O'Brien (1784-1849). L'une de ses sœurs, Juliette (1812-1892), épouse de l'architecte Romain de Bourge, est une miniaturiste réputée ayant réalisé les portraits de nombreux personnages marquants. Son frère Henri-Prosper-Alfred (1816-1901) fait aussi carrière dans le monde de la peinture. Le benjamin de la famille, Hippolyte (1822-1893), suit les traces du père en devenant un architecte reconnu et rassemble une importante collection d'art. 
Emma Destailleur épouse à Paris le 17 novembre 1830 Antoine Le Roux de Lincy (1806-1869), alors élève à l'École des chartes, futur bibliothécaire, bibliographe, archiviste et conservateur à la bibliothèque de l'Arsenal à Paris.
Tout comme sa sœur Juliette, elle étudie le dessin et la peinture auprès d'un couple de peintres de renom, Louis Hersent et son épouse Louise, née Mauduit. Elle participe pour la première fois au Salon en 1839 en présentant trois portraits. Elle reçoit une médaille de 3e classe au Salon de 1845. Exposant régulièrement au Salon jusqu'en 1853, elle présente au total une quarantaine de tableaux, principalement des portraits. Elle signe ses oeuvres « E. De Lincy » ou « E. Le Roux de Lincy »,, le plus souvent suivi de la date.
Emma Le Roux de Lincy meurt à son domicile du 7e arrondissement de Paris le 2 avril 1879 à l'âge de 72 ans. Elle est inhumée à Paris au cimetière du Montparnasse.

## Œuvres

### Collections publiques
- Blois, musée des Beaux-Arts : Portrait de Louis de La Saussaye, 1845, huile sur toile, 92 × 74 cm, Salon de 1845 (no 1093), Inv. 895.1.1[7].
- Chalon-sur-Saône, musée Denon : Portrait de jeune fille[11], 1844, huile sur toile, 62 × 52 cm, don d'Alfred Destailleur, 1868, frère de l'artiste et conservateur du musée[8].
- Paris, musée Carnavalet :
  - Tête de femme (la Vierge ?), 1842, huile sur toile, 65 × 54 cm, Inv. P2585[6] ;
  - Portrait de Juliette de Bourge née Destailleur, sœur de l'artiste, 1842, huile sur toile, 69 × 55 cm, Inv. P2873[12].
- Tarbes, musée Massey : Tête de jeune fille, peinture, don d'Achille Jubinal[13].
- Thiais, église Saint-Leu-Saint-Gilles :
  - Saint Jean, 1843, huile sur toile, 100 × 80 cm, chapelle des fonts baptismaux, don de l'artiste[14] ;
  - Saint Joseph et Jésus, 1877, huile sur toile, 130 × 97 cm, chapelle Saint-Joseph, don de l'artiste[14].

Œuvres d'Emma Leroux de Lincy
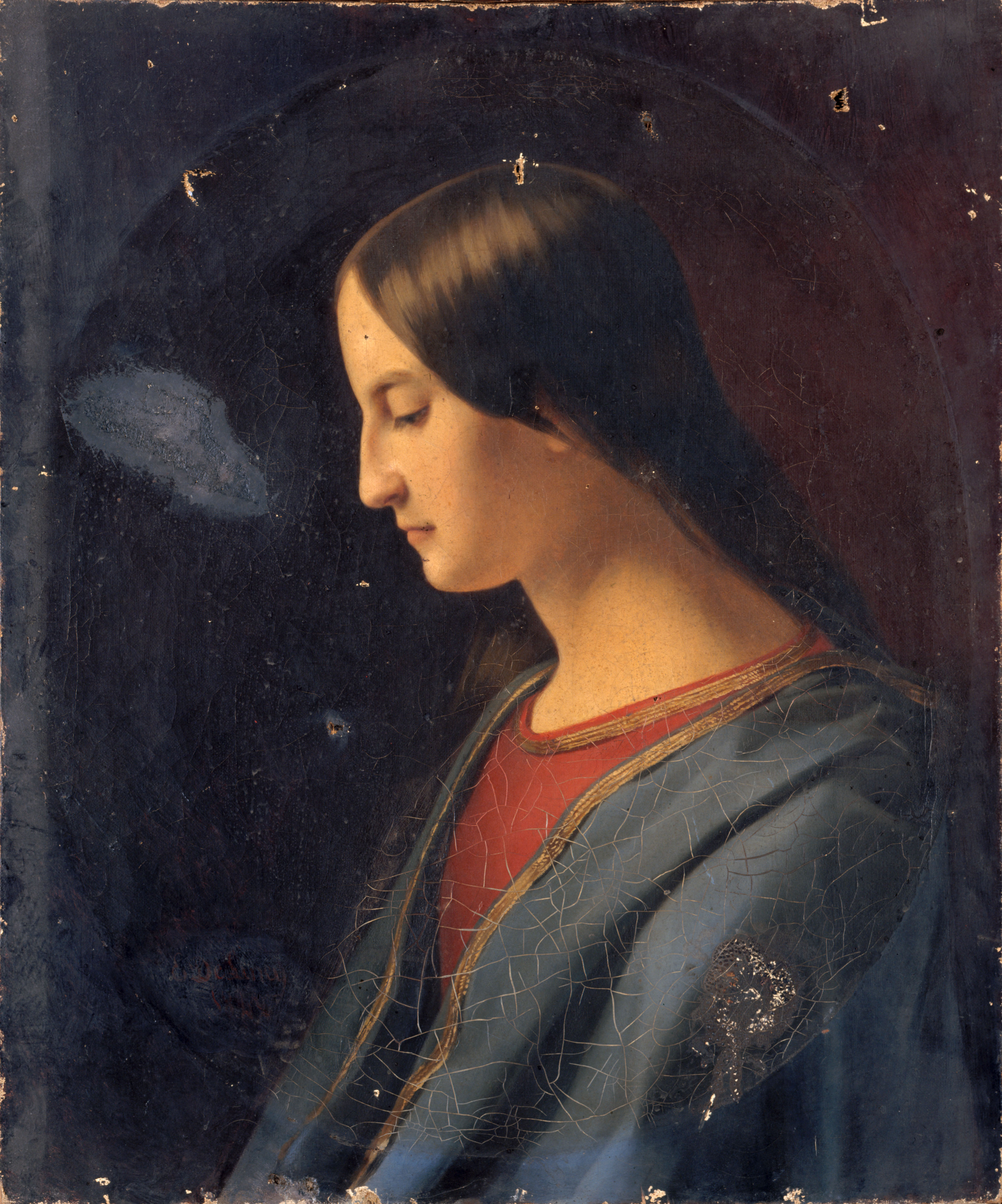
Tête de femme (la Vierge ?) (1842), Paris, musée Carnavalet.
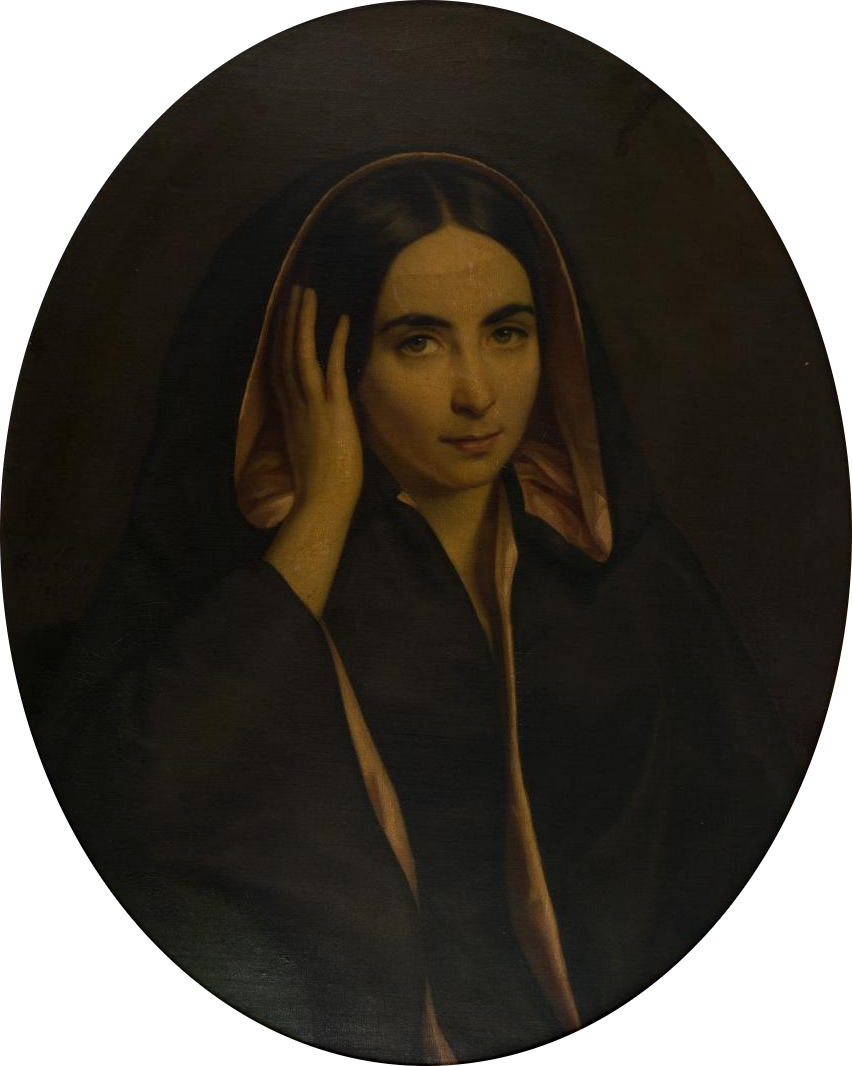
Juliette de Bourge née Destailleur, sœur de l'artiste (1842), Paris, musée Carnavalet.
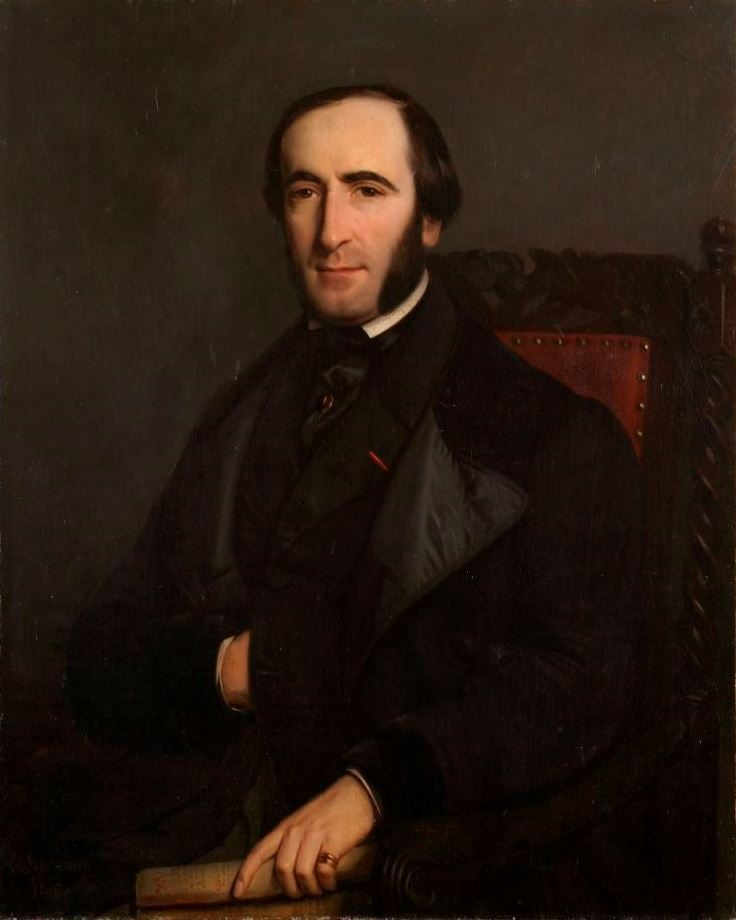
Portrait de Louis de La Saussaye (1845), musée des Beaux-Arts de Blois.

### Salons
Œuvres non localisées, sauf mention contraire.
- 1839 :
  - Portrait de Mme D… (no 1355) ;
  - Portrait de M. L… (no 1356) ;
  - Portrait d’homme ; étude (no 1357).
- 1840 : Portrait de Mlle M. P… (no 1083).
- 1841 :
  - Jeune martyre ; étude (no 1294) ;
  - Un Éthiopien ; étude (no 1295) ;
  - Petite Alsacienne, étude (no 1296) ;
  - Portrait de Mme de L… (no 1297) ;
  - Portrait de M. H. D… (no 1298) ;
  - Jeune fille ; étude (no 1299).
- 1842 :
  - Portrait de M. L. R. de L... (no 1251) ;
  - Étude de femme (no 1252) ;
  - Étude de femme (no 1253).
- 1843 :
  - Une pèlerine ; étude (no 795) — acquise par la Société des amis des arts de Paris et présentée à leur exposition en 1844 (no 20)[16] ;
  - Portrait de Mlle L. de J... (no 796) ;
  - Portrait de Mlle A. B... (no 797) ;
  - Portrait de M. Auguste de B... (no 798) ;
  - Portrait de M. le colonel R. de B... (no 799).
- 1844 :
  - Jeune paysanne ; étude (no 1186) ;
  - Portrait de M. P. P… (no 1187) ;
  - Portrait d'enfant (no 1188).
- 1845 :
  - Un Christ ; étude (no 1092) ;
  - Portrait de M. de la Saussaye, membre de l'Institut (no 1093), musée des Beaux-Arts de Blois[7] ;
  - Portrait de Mme R… (no 1094).
- 1846 :
  - Sainte Julie (no 1195) ;
  - Portrait d'homme (no 1196) ;
  - Portrait d'homme (no 1197) — Portrait de Ferdinand Denis, bibliothécaire de la bibliothèque Sainte-Geneviève[17] ;
- 1847 :
  - Éducation de la Vierge (no 1076) ;
  - Étude de petite fille (no 1177) ;
  - Portrait d'homme (no 1178) ;
  - Portrait de M. Ch. de J… (no 1179) ;
- 1848 :
  - Deux têtes de femmes ; études (no 2947) ;
  - Portrait de Mme D… (no 2948) ;
  - Portrait de Mme H. D… (no 2949).
- 1850 :
  - Portrait de Mme L. R… (no 1988) ;
  - Portrait de Mlle P. P… (no 1989) ;
  - Portrait de M. l'abbé V…, curé de T… (no 1990) ;
  - Portrait de M. H. D… (no 1991).
- 1853 :
  - Portrait de Mme D… (no 767);
  - Portrait d'enfant (no 768).

### Autres
- Sainte Thérèse, peinture accrochée à la fin du XIXe siècle dans l'ancienne chapelle des Petites Sœurs des pauvres de l'avenue de Breteuil, Paris[18], localisation actuelle inconnue[19].